# Arthur Harden
Arthur Harden, född den 12 oktober 1865, död den 17 juni 1940, var en brittisk biokemist. 1929 erhöll han Nobelpriset i kemi.
Harden var filosofie doktor, blev docent i kemi vid universitetet i Manschester 1888 och verkade som biokemist vid Lister institute i London 1897-1930. 1930 blev han professor i biokemi vid Londons universitet. Hardens undersökningar berörde huvudsakligen olika jäsningsförlopp, för vilka han 1929 erhöll Nobelpriset kemi. Han har sammanfattat jäsningskemins rön i Alcoholic fermentation (1911, 3:e upplagan 1923).
Han tilldelades Nobelpriset tillsammans med Hans von Euler-Chelpin, med motiveringen "för studier av jäsning av socker och jäsningsenzymer".